# Teatro di guerra
Teatro di guerra è un film del 1998 diretto da Mario Martone.

## Trama
Una giovane compagnia teatrale napoletana intende rappresentare nella Sarajevo martoriata dalla guerra la tragedia I sette contro Tebe di Eschilo, che tratta appunto di come l'antica città greca di Tebe sia posta sotto assedio contestualmente ad un conflitto bellico sanguinario e fratricida.
Tra mille difficoltà e ristrettezze economiche, nella degradata quotidianità dei Quartieri Spagnoli si alternano prove teatrali e scorci privati degli appartenenti allo scalcinato gruppo di attori ed alle sue pittoresche figure di contorno. Silvano è una sorta di ras del quartiere che protegge il gruppo, Luisella, un'attrice in ascesa che, ben poco convinta dalla validità del progetto, finirà per abbandonare il gruppo per partecipare a un film; il regista Leo tiene i rapporti con il bosniaco Jasmin - suo canale di collegamento con la capitale bosniaca assediata - ed è l'anima del progetto, che però raccoglie solo indifferenza dai giornalisti e dagli addetti ai lavori. Parallelamente, e con tutt'altro tenore di mezzi, nel Teatro Stabile si svolgono le prove de La bisbetica domata di William Shakespeare, dirette dallo scafato e spregiudicato Franco. La grintosa Sara, attrice ormai affermatasi ed in cerca di nuovi stimoli ed esperienze, proprio a causa di contrasti artistici con il regista Franco passerà dunque al gruppo di Leo, ma ciononostante avrà non poche difficoltà ad adattarsi allo sperimentalismo alla Living Theatre avallato da questi.
Avvengono le prove generali, ma lo spettacolo eschiliano non andrà mai in scena: Jasmin è morto in un bombardamento e l'unica cosa di Sarajevo a comparire nel film sarà una pietra annerita della Vijećnica (la famosa biblioteca di Sarajevo distrutta nella guerra) spedita a Leo, che questi regalerà a una bosniaca che lavora nella biblioteca di Napoli. Il film si chiude con la cena dopo la prima dello spettacolo scespiriano, in cui Franco dichiara prosaicamente una concezione del teatro completamente opposta da quella portata avanti da Leo, all'insegna della ricerca del mero successo di pubblico e del disimpegno politico ("A quella povera gente servono armi" dirà infatti alquanto seraficamente).

## Critica e analisi
Il film è stato presentato nella sezione Un Certain Regard al 51º Festival di Cannes. Secondo il Dizionario dei film di Morandini è il miglior film italiano degli anni novanta.
Film interessante e inconsueto, polimorfo già a partire dal titolo, infatti i teatri di guerra sono molti, da quelli ufficiali a quelli privati dei protagonisti. Grazie alla mancanza di cesure evidenti nella rappresentazione di realtà e piani diversi (cinematografia, teatro e realtà dei Quartieri Spagnoli) l'attenzione dello spettatore viene spostata impercettibilmente in modo magistrale. Malgrado si inserisca nella solida tradizione del "film nel film" (Truffaut, Godard) e del teatro nel cinema, lo fa in modo originale, riuscendo "alla fine a parlare d'altro mostrando un diverso oggetto". Evidentemente aperto agli imprevisti e alle suggestioni forniti dai luoghi di ripresa, lo stesso Martone afferma in Teatro di guerra. Un diario che vicende personali degli attori e accadimenti delle prove teatrali sono confluiti nel film, che però resta costruzione narrativa e non autobiografica.
Girato in toni cupi, a evocare un clima di dolore e guerra, a spalla e in 16mm gonfiato a 35, finge il documentario e il tentativo di "rubare la realtà" nella parte fittizia (le scene di vita privata e quotidiana degli attori e del gruppo), visto che le scene teatrali appartengono ad una messa in scena curata dallo stesso Martone nel dicembre 1996 al Teatro Nuovo di Napoli e ripresa il giugno successivo.

## Riconoscimenti
- 1998 - David di Donatello
  - Miglior montaggio a Jacopo Quadri
  - Candidatura come Miglior regista a Mario Martone
  - Candidatura come Migliore attrice protagonista a Anna Bonaiuto
  - Candidatura come Miglior fotografia a Pasquale Mari

- 1999 - Nastro d'argento
  - Candidatura come Regista del miglior film a Mario Martone
  - Candidatura come Migliore produttore a Lucky Red e Teatri Uniti
  - Candidatura come Miglior soggetto a Mario Martone
  - Candidatura come Migliore sceneggiatura a Mario Martone
- 1998 - Ciak d'oro
  - Migliore sonoro in presa diretta a Mario Iaquone e Daghi Rondanini[5]